# Mellicta elongata
Mellicta elongata är en fjärilsart som beskrevs av Charles Oberthür 1910. Mellicta elongata ingår i släktet Mellicta och familjen praktfjärilar. Inga underarter finns listade i Catalogue of Life.